# Politica Libiei
Libia, cu numele oficial Marea Jamahiriye Arabă Libiană Populară și Socialistă, este o țară din nordul Africii. Are frontieră cu Marea Mediterană, la nord-vest cu Tunisia și Algeria, la sud-vest cu Nigerul, la sud cu Ciadul, iar la sud-est și est cu Egiptul și Sudanul. 
Libia nu are o constituție formală. Sistemul politic al țării este bazat teoretic pe filozofia politică a lui Muammar al-Quadhafi, care combină teorii islamice și socialiste (publicate in cartea sa "The Green Book"), și respinge democrația parlamentară și politica partidelor. Partidele politice au fost interzize conform Legii numarul 71 din Prohibitia Partidelor Politice din anul 1972.
În conformitate cu legea Asociatiilor din 1971, înființarea unor organizații non-guvernamentale este permisă, dar acestea trebuie să se conformeze obiectivelor revoluției. Totuși numărul de OGN-uri din Libia este redus în comparație cu cel din țările vecine. Sindicate nu există sub nicio formă. Totuși, numeroase Asociații peofesioniste sunt integrate în structura statului constituind al treilea stâlp, alături de Congresul Polulației și al Comunităților, deși nu au drept de a face grevă. În baza alegerilor, aceste asociatii trimit delegați la Congresul General al Populației, unde au un mandat reprezentativ. 

## Puterea Colonelui Gaddafi (1 septembrie 1969-2011)
În primii 7 ani ai revoluției, Colonelul Muammar Gaddafi împreună cu 12 ofițeri ai armatei, formând Comanda Consilului Revolutionar, au început o revizie generala în sistemul politic, social si economic al Libiei. Astăzi numele oficial al Libiei este Al Jumahiriyah Al Arabiyah Al Libiyah ash Shabiyah Al Ishtirakiyah Al Uzma. Gaddafi a ocupat postul de șef al statului si secretar general până în 1980, când acesta a cedat pozitia. Dar el a continuat să controleze toate aspectele Guvernului Libian prin intermediul maselor, un aparat puternic de securitate și comitete revolutionare puternice. Cu toate că nu deținea nicio poziție oficială, Gaddafi exercită putere absolută cu ajutorul unor asistenți, un grup mic care cuprinde sfătuitori de încredere. După revoluție Gaddafi preia controlul guvernului, dar în același timp încearcă să se integreze în guverul local. În 1973, anunță începerea "revoluției culturale" în școli, industrie și instituții publice pentru a putea supraveghea administarea acestora în interesul public. În 1980 crește competiția între Guvernul Oficial, ierarhia militară și comitele revolutionare. Gaddafi folosește comitetele revoluționare pentru a căuta oponenți, accelerând evenimentele radicale în interiorul puterii ierarhice a Libiei. A introdus un regim scurt de teroare, în perioada căruia mii de oponenți au fost închiși și interogați, din care un număr încă necunoscut a fost executat. Gaddafi începe să elimine potențiali rivali și insereaza adepții săi loiali în locul acestora.